# ヴェルナー・シュレーター
ヴェルナー・シュレーター （Werner Schroeter, 1945年4月7日 - 2010年4月12日） は、ドイツの映画監督・脚本家、オペラ及び舞台の演出家。

## 来歴
1945年4月7日、テューリンゲン州ゲオルゲンタールに生まれる。1967年から短編映画の製作を始め、3年間で15本もの作品を製作。これらは主に8ミリカメラを使用して製作した実験的な作風のものだった。1969年、初の長編『アイカ・カタパ』を発表。マンハイム・ハイデルベルク国際映画祭でジョセフ・フォン・スタンバーグ賞を受賞。以後、1960年代後半から始まったドイツの映画運動ニュー・ジャーマン・シネマをヴィム・ヴェンダースやフォルカー・シュレンドルフらとともに牽引していくことになる。また、この時期に知り合った女優マグダレーナ・モンテーツマはその後、シュレーターのミューズとして多くの作品に出演するになる。また、シュレーターは俳優としても活動しており、ニュー・ジャーマン・シネマの監督であり友人でもあったライナー・ヴェルナー・ファスビンダーの『聖なるパン助に注意』（1971年）などに出演している。
その後、1972年には19世紀のオペラ歌手マリア・マリブランの伝記映画『マリア・マリブランの死』を製作。1978年の『ナポリ王国』はシカゴ国際映画祭シルバー・ヒューゴ賞、タオルミナ国際映画祭グランプリ、ドイツ映画賞監督賞など多数の賞を受賞した。
1980年代に入り、ドイツ国内外で演劇やオペラの監督として活動する傍ら、1980年に仕事を求めて西ドイツにやって来たイタリア人移民を描いた『Palermo oder Wolfsburg （パレルモあるいはヴォルフスブルク）』を発表。第30回ベルリン国際映画祭で金熊賞を受賞。
翌1981年にキャロル・ブーケを起用して製作した『愚か者の日』は1982年の第35回カンヌ国際映画祭のコンペティション部門で上映され、ドイツ映画賞では2度目の監督賞を受賞した。
1986年には2年前に死去したモンテーツマの遺作となった『薔薇の王国』を発表した。
1991年にはインゲボルク・バッハマンの小説をイザベル・ユペール主演に映画化した『マリーナ (映画)』(マチュー・カリエールが演じた男性名マーリナのこと)を発表。第44回カンヌ国際映画祭のコンペティション部門で上映され、ドイツ映画賞では作品賞と3度目の監督賞を受賞。
1996年にオペラ歌手たちとその家族やパートナーたちの姿を映したドキュメンタリー『愛の破片』を発表。ロカルノ国際映画祭上映され名誉豹賞を贈られた。日本では1997年山形国際ドキュメンタリー映画祭の審査員として来日した記念で上映される。この後、配給が決まり、翌年6月に劇場公開された。なお、同性パートナーを持つ歌手が何人か含まれていたこともあり、1998年第7回東京国際レズビアン&ゲイ映画祭でも特別上映された。
2008年、『Nuit de chien』が第65回ヴェネツィア国際映画祭のコンペティション部門に出品され、審査員長のヴェンダースよりこれまでの功績も併せて同映画祭で生涯功労賞を贈られた。
2010年には第60回ベルリン国際映画祭で特別テディ賞を受賞。2010年4月12日、ヘッセン州カッセル郡にて65歳で死去。日本公開作は少ないが、短編やドキュメンタリーなども含め、41本もの作品を製作した。

## 作品
長編劇映画およびドキュメンタリーのみ記載。その他に短編やテレビ映画も多数製作。「」は特殊上映のみ。
- 「アイカ・カタパ」Eika Katappa （1969年）
- Nicaragua （1969年）
- Anglia （1970年）
- 「マリア・マリブランの死」Der Tod der Maria Malibran （1972年）
- 「ウィロー・スプリングス」Willow Springs （1973年）
- Der schwarze Engel （1975年）
- Goldflocken （1976年）
- 「ナポリ王国」Neapolitanische Geschichten （1978年）
- 「パレルモあるいはヴォルフスブルク」Palermo oder Wolfsburg （1980年）
- 「舞台リハーサル」Die Generalprobe （1980年） ドキュメンタリー
- Weiße Reise （1980年）
- 『愚か者の日』Tag der Idioten （1981年）
- Liebeskonzil （1982年）
- 「笑うスター」Der lachende Stern （1983年） ドキュメンタリー
- 『薔薇の王国』Der Rosenkönig （1986年）
- De l'Argentine （1986年） ドキュメンタリー
- 『マリーナ』Malina （1991年）
- 『愛の破片』Poussières d'amour - Abfallprodukte der Liebe （1996年） ドキュメンタリー
- Die Königin - Marianne Hoppe （2000年） 女優マリアンネ・ホッペ（英語版）のドキュメンタリー
- Deux （2002年）
- Nuit de chien （2008年）